# Ното, Мамико
Мамико Ното (яп. 能登 麻美子 Но:то: Мамико, род. 6 февраля 1980 года) — японская сэйю. Озвучила главных персонажей аниме-сериалов School Rumble, «Эльфийская песнь», Jigoku Shoujo, Ichigo 100 % и «Клинок ведьм». 

## Биография
Ното родилась в городе Канадзава, преф. Исикава (Япония). Выпускница школы Хокурику Гакуин (北陸学院). Эта школа принадлежит христианской (протестантской) церкви, и во время обучения в ней Ното пела в церковном хоре. Она также состояла в театральном кружке (в средней школе) и кружке икэбаны (в старшей школе). Тогда она ещё хотела стать медсестрой, однако увиденный ею в третьем классе старшей школы спектакль так её впечатлил, что она решила по окончании школы переехать в Токио и учиться театральному искусству.
В Токио Ното поступила в институт сэйю Ёёги (代々木アニメーション学院), где проучилась один год, после чего поступила на стажировку в фирму сэйю OSAWA (大沢事務所), где работает по сей день. Во время учёбы в институте она подрабатывала в синтоистском храме в качестве мико. Позже, став сэйю, она сыграла ряд ролей, где её персонажами являются мико (например, Химэгами из To aru majutsu no Index, Томоэ из Queen's Blade).
Её дебют в аниме состоялся в 2000 году. С тех пор она сыграла более сотни ролей, будучи одной из наиболее популярных и востребованных сэйю. Благодаря специфике её голоса ей часто приходится играть чистых, наивных, застенчивых персонажей. Этим, однако, её репертуар не ограничивается, и на практике ей доводилось играть самые разные роли. Хотя и реже, но случается играть также мужские роли — мальчиков и юношей. Также и «нечеловеческие» роли, то есть роли животных и т. п.
Помимо озвучивания ролей в аниме Ното, как и многие другие сэйю, озвучивает роли в компьютерных играх, Drama CD, выступает на радио. Довелось ей побывать и в качестве сценариста, в частности, она была автором сценария 21-й серии аниме Toka Gettan.
Как певица, от своего имени, Ното не выступает, однако записала большое количество песен от имени своих персонажей (Character songs). В 2009 году вышел её альбом, Mamiko Noto Character Song Collection, включивший в себя избранные Character songs за период с 2003 года, а также две песни со словами авторства самой Ното, написанные специально для этого альбома. Также альбом включает в себя небольшие «мини-драмы», представляющие собой воображаемые диалоги персонажей актрисы, которые могли бы произойти, если бы они встретились.
Записывает она песни также и в сотрудничестве с другими сэйю, в частности, во время работы над аниме Sgt. Frog был организован сэйю юнит MORE PEACH SUMMER SNOW, а во время работы над аниме Nogizaka Haruka no Himitsu — сэйю юнит N’s, с участием исполнительниц главных ролей в соответствующем аниме.

## Значительные роли
- Ah! My Goddess (TV): Саёко Мисима
- Ai Yori Aoshi: Тидзуру Айдзава
- Arcana Famiglia: Фелечита
- Azusa Otetsudai, Shimasu!: Адзуса
- Bokurano: Таками Комода
- Boogiepop Phantom: Мото Тономура
- Burn Up Scramble: Лилика Эветт
- Clannad, Clannad After Story: Котоми Итиносэ
- Cossette no Shozo: Ю Сайга
- Digimon Adventure 02: Кокомон
- Digimon Frontier: Флорамон
- Эльфийская песнь: Юка
- FullMetal Panic: Синдзи Кадзама
- Fairy Tail: Мавис Вермилион
- Fate/stay night: Сэр Бедивер
- Galaxy Angel (видеоигра): Куроми Кварк
- Gate Keepers: Сюн Укия (в детстве)
- Ginban Kaleidoscope: Лия Гарнетт Джуилтьев
- Girls Bravo: Юкинари Сасаки
- Godannar: Момоко «Момотиэ» Момодзоно
- Gunslinger Girl: Эльза
- Hanasaku Iroha: Томоэ Вадзима
- Ichigo 100%: Ая Тодзё
- Ichigo Mashimaro: Ана Коппола
- InuYasha: Рин
- Jigoku Shoujo: Ай Эмма
- Joshi Kosei: Сато Аяно
- Kannazuki no Miko: Рэйко
- Kimi ni Todoke: Савако «Садако» Куронума
- Kita He: Diamond Dust Drops: Асахина Кёко
- Loveless: Хитоми Синономэ
- Mai-HiME: Юкино Кикукава
- Mai-Otome: Юкино Кризант
- Mahou Sensei Negima: Нодока Миядзаки
- Makai Kingdom: Chronicles Of The Sacred Tome: Трэниа (PS2)
- Maria-sama ga Miteru: Симако Тодо
- Matantei Loki Ragnarok: Вэрданди
- Melody of Oblivion: Мелодия Забвения
- Mnemosyne: Mnemosyne no Musume-tachi: Рин Асоги
- Monster: Нина Фортнер
- Mousou Dairinin: Саги Цукико
- Narue no Seikai: Наруэ Нанасэ
- Naruto: Кацую (слизень, призываемый Цунадэ)
- Narutaru: Сакура Акира
- Negima!?: Нодока Миядзаки
- Nijiiro Hotaru[яп.]: Саэко
- Paranoia Agent: Цукико Саги
- Persona: Trinity Soul: Аянэ Комацубара
- Princess Jellyfish: Дзидзи
- School Rumble: Якумо Цукамото
- Shakugan no Shana: Геката
- History's Strongest Disciple Kenichi: Косака Сигурэ
- Sgt. Frog: Ангол Моа
- Simoun: Римонэ
- Solty Rei: Аксела
- Starship Operators: Санри Вакана
- Trinity Blood: Эстер Бланшет
- Witchblade (аниме): Масанэ Амаха
- X/1999 (ТВ): Котори Моно
- Yami to Boshi to Hon no Tabibito: Хадзуки Адзума
- Zero no Tsukaima: Тифания Вествуд
- Machine-Doll wa Kizutsukanai: Лизетте Нордон

### Озвучка в играх
- Akai Ito — Ёко Нара
- Arknights — Reed
- Azur Lane — Синано, Витторио Венето
- Genshin Impact — Скирк
- Girls' Frontline[англ.] — UMP9
- Girls' Frontline 2: Exilium — Lenna
- Fate/Extella — Альтера
- Fate/Grand Order — Альтера, Брюнхильда, Скатах
- Honkai Impact 3rd — Бьянка "Дюрандаль" Атагина
- Mugen no Frontier: Super Robot Wars OG Saga — Suzuka-hime
- Persona 3 — Фука Ямагиси
- Persona 3 Reload — Фука Ямагиси
- Sonic and the Black Knight — Волщебница Мерлина
- Zenless Zone Zero — Исюань